# Ажогин, Василий Терентьевич
Васи́лий Тере́нтьевич Ажо́гин (2 августа 1924 — 16 апреля 1971) — Герой Советского Союза (1944), командир пулемётного расчёта 1120-го стрелкового полка 333-й стрелковой дивизии 6-й армии 3-го Украинского фронта, сержант.

## Биография

### Начальная биография
Родился 2 августа 1924 года на хуторе Грушёвка (территория бывшей Области Войска Донского, ныне — Белокалитвинский район, Ростовская область) в казачьей семье. Окончив 7 классов в 1939 году, работал в колхозе.

### В Великую Отечественную войну
В Красной армии с февраля 1942 года. С марта 1943 года в составе 1120-го стрелкового полка 333-й стрелковой дивизии 5-й танковой армии воевал на Юго-Западном фронте, участвовал в боях на реке Миус, пулемётчик.
После того, как в апреле 1943 года на базе 5-й танковой армии была создана 12-я армия, её в августе того же года перебросили северо-восточнее Барвенково (Харьковская область). Оттуда она начала наступление в ходе Донбасской наступательной операции, в которой освободила города Павлоград и Синельниково (Днепропетровская область), 22 сентября вышла к Днепру и форсировала реку в районе Войсковое-Вовниги (Днепропетровская область). Командир пулемётного расчёта 1120-го стрелкового полка сержант Ажогин участвовал в боях на плацдарме.  
6 октября 1943 года дивизия по приказу командования оставила свои позиции 25-й гвардейской стрелковой дивизии и начала наступление по левому берегу Днепра в направлении Запорожья. 14 октября город был освобождён, а 23 ноября дивизия (с 16 октября в составе 6-й армии), имеющая опыт успешного форсирования, выдвинулась в район южнее села Кушугум (Запорожский район Запорожской области).
Сводный штурмовой отряд форсировал реку ночью 24 ноября и вступил в бой за захват плацдарма. Советские войска старались переправить на правый берег дополнительные силы.
26 ноября 1943 года сержант Ажогин под сильным огнём противника одним из первых в полку переправился через Днепр. В боях по расширению плацдарма в районе села Каневское (Запорожский район) он подавил три огневые точки, отбил контратаку противника силой до роты, уничтожив огнём пулемёта до 20 вражеских солдат, чем дал возможность подразделению продвинуться вперёд.
Указом Президиума Верховного Совета СССР от 22 февраля 1944 года за образцовое выполнение боевых заданий командования на фронте борьбы с немецкими захватчиками и проявленные при этом отвагу и геройство сержанту Ажогину Василию Терентьевичу присвоено звание Героя Советского Союза с вручением ордена Ленина и медали «Золотая Звезда»» (№ 2680).
В дальнейшем В.Т. Ажогин участвовал в Никопольско-Криворожской, Березнеговато-Снигирёвской и Одесской наступательной операциях. В июне 1944 года войска 6-й армии были переданы в состав 37-й армии и вели бои по освобождению Молдавии, Румынии и Болгарии.

### После войны
После окончания войны Василий Терентьевич Ажогин вернулся на родину, работал в колхозе. В 1957 году по состоянию здоровья вышел на пенсию.
Умер 16 апреля 1971 года на хуторе Грушевка в Белокалитвинский район.

## Награды
- Медаль «Золотая Звезда» Героя Советского Союза № 2680 (22.02.1944).[2]
- Орден Ленина (22.02.1944).[2]
- Медаль «В ознаменование 100-летия со дня рождения Владимира Ильича Ленина» (6 апреля 1970)
- Медаль «За победу над Германией в Великой Отечественной войне 1941—1945 гг.»(1945)
- Медаль «Двадцать лет Победы в Великой Отечественной войне 1941—1945 гг.»
- Медаль «Ветеран труда»
- Медаль «30 лет Советской Армии и Флота».[3]
- Юбилейная медаль «40 лет Вооружённых Сил СССР»[4]
- Юбилейная медаль «50 лет Вооружённых Сил СССР» (26 декабря 1967[5])

- и другими

## Память
- Мемориальная доска в память об Ажогине установлена Российским военно-историческим обществом на Грушевской средней общеобразовательной школе, где он учился.
- Увековечен  на сайте МО РФ «Дорога памяти»